# باشگاه فوتبال سنت گالن
باشگاه فوتبال سنت گالن ۱۸۷۹ 
(به آلمانی سوئیسی: Fussballclub St. Gallen ۱۸۷۹) یک باشگاه فوتبال سوئیسی است که در سوپر لیگ فوتبال سوئیس حضور دارد.

## تاریخچه
اف سی سنت گالن که در ۱۹ آوریل ۱۸۷۹ تأسیس شد، قدیمی‌ترین باشگاهی است که هنوز در فوتبال سوئیس وجود دارد. با این حال، این تیم در مقایسه با سایر باشگاه‌ها موفقیت نسبتاً کمی داشته‌است. علیرغم این واقعیت که سنت گالن دو بار در فصول ۱۹۰۳–۰۴ و ۱۹۹۹–۲۰۰۰ قهرمان سوئیس شد، این تیم عمدتاً در میانه جدول بوده‌است. در پایان دهه ۲۰۰۰، قدرت باشگاه به‌طور مداوم کاهش یافت. سنت گالن دو بار در پایان فصل‌های ۰۸–۲۰۰۷ و ۲۰۱۰–۱۱ به لیگ چلنج لیگ دسته دوم سقوط کرد. از زمان صعود به سوپرلیگ سوئیس، آنها در ده سال گذشته در لیگ برتر بوده‌اند و این باشگاه در فصل ۲۰۱۹–۲۰۱۹ به عنوان نایب قهرمانی دست یافته‌است. در سال ۲۰۱۶، اف سی سنت گالن، به عنوان قدیمی‌ترین باشگاه فوتبال سوئیس، به عضویت باشگاه انحصاری پیشگامان درآمد.

## استادیوم
اف سی سنت گالن بازی‌های خانگی خود را در کیبونپارک انجام می‌دهد. این ورزشگاه ۱۹۶۹۴ نفر ظرفیت دارد و در ضلع غربی شهر قرار دارد. این ورزشگاه جایگزین استادیوم سابق اسپنموس در شرق شد.